# Ermanno Gorrieri
Ermanno Gorrieri (Sassuolo, 26 novembre 1920 – Modène, 29 décembre 2004) est un sociologue, dirigeant syndical et homme politique italien.

## Biographie
Durant la Seconde Guerre mondiale, il participe à la résistance et est actif dans la création de la République de Montefiorino. Après la guerre il est l’un des fondateurs de la Confédération italienne des syndicats de travailleurs et il est également élu député au parlement, pour le parti de la Démocratie chrétienne, de 1958 à  1963. Son véritable champ d’intérêt est cependant l’étude des problèmes sociaux, en particulier la pauvreté.
En politique, il est considéré comme un indépendant, représentant la société civile. Son dernier et plus prestigieux poste est celui de ministre du travail dans le gouvernement Fanfani de 1987, poste qu’il n’occupe cependant que quelques jours.
Inspiré de l’idéologie du christianisme social, en 1993 il se joint à Pierre Carniti pour démarrer le mouvement Cristiano Sociali (Socialiste chrétien) qui fusionne, cinq années plus tard, avec les Démocrates de gauche qu’ils contribuent à fonder.